# Fernando Trejo y Sanabria

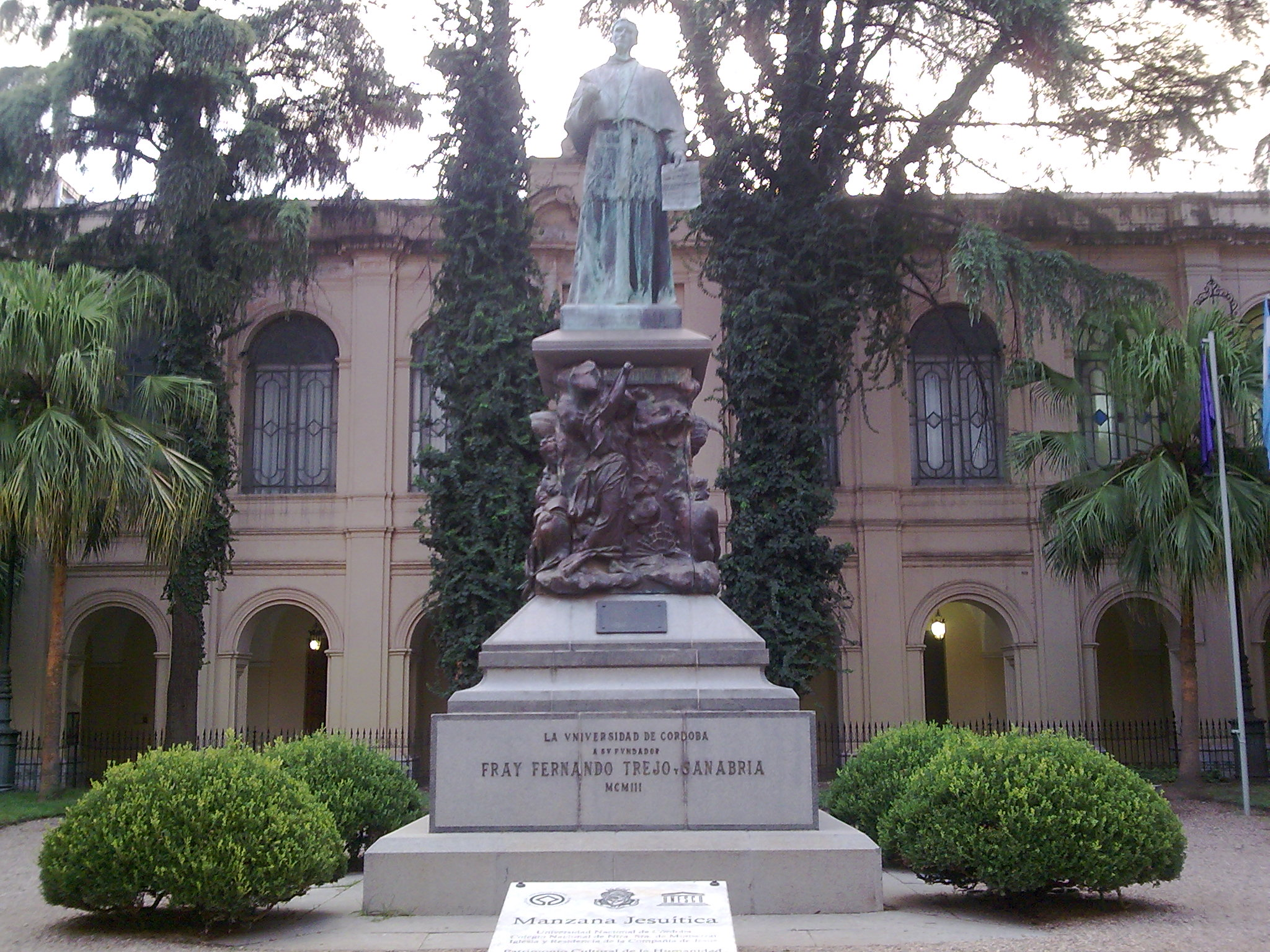
Estátua de "Fray Fernando de Trejo y Sanabria" em Córdova, Argentina.

Fernando Trejo y Sanabria (São Francisco do Sul, 1554 - Governadoria de Tucumán, 21 de dezembro de 1614) foi um religioso e mecenas, membro da família fidalga Sanabria.

## Biografía
Filho do fundador da cidade de São Francisco do Sul, onde nasceu. Foi levado por seus pais por via terrestre para residir em Assunção, Paraguai, onde chegaram em 1556. Em 1568 foi enviado para estudar em Lima, ingressando na Ordem Franciscana. Membro desta ordem mendicante, foi ordenado sacerdote em 1576. Em 1588 foi nomeado pela Ordem como administrador superior do Peru. Em 1592 foi nomeado pelo rei Filipe II da Espanha como bispo da Governadoria de Tucumán, com sede na Província de Santiago del Estero, sendo investido em Quito. Na diocese promoveu a evangelização dos indígenas.
Teve a ideia de dotar a cidade de Córdova, Argentina, com uma universidade, para cujo intento doou a partir de 1612 seus salários futuros e absolutamente todos os seus bens, que os jesuitas a construíram no chamado Quarteirão Jesuítico, onde começou a funcionar em 1613 o "Colégio Máximo", com aulas de filosofia e teologia e que foi o núcleo do que atualmente é a Universidade Nacional de Córdoba. A avenida "Obispo Trejo", pela qual se chega ao museu e à Biblioteca Maior da Universidade de Córdoba, é denominada em sua memória. Uma avenida em Madrid também leva seu nome.